# Herman Smetanin
Herman Wołodymyrowycz Smetanin (ukr. Герман Володимирович Сметанін; ur. 8 października 1992 w Charkowie) – ukraiński menedżer i inżynier, w latach 2023–2024 dyrektor generalny Ukroboronpromu, w latach 2024–2025 minister ds. strategicznych gałęzi przemysłu.

## Życiorys
Z wykształcenia inżynier mechanik, w 2014 ukończył studia na Charkowskim Narodowym Uniwersytecie Samochodowo-Drogowym. W 2019 uzyskał magisterium z zarządzania na Politechnice Kijowskiej. Zawodowo związany z przemysłem zbrojeniowym, w latach 2016–2020 był głównym projektantem i głównym inżynierem w Lwowskich Zakładach Pancernych. W 2020 został dyrektorem ds. produkcji w Fabryce im. Wiaczesława O. Małyszewa, a w 2021 dyrektorem zakładów pancernych w Charkowie. Od grudnia 2022 pełnił obowiązki dyrektora generalnego Fabryki im. Wiaczesława O. Małyszewa, w maju 2023 został dyrektorem generalnym tego przedsiębiorstwa. W następnym miesiącu powołany na dyrektora generalnego koncernu zbrojeniowego Ukroboronprom.
We wrześniu 2024 objął urząd ministra ds. strategicznych gałęzi przemysłu w rządzie Denysa Szmyhala, który sprawował do lipca 2025.